# 何俊瑩
何俊瑩（？12月15日—），原名何嘉茵，澳門女歌手，早年與男歌手羅嘉豪組成跳唱組合Summer Partner。

## 生平
何嘉茵中學時期便與羅嘉豪組成跳唱組合Summer Partner步入澳門樂壇，該組合於2001-2011年間活動，何嘉茵有參與歌曲的填詞，解散後兩人仍保持合作關係。為羅嘉豪創立之超級娛樂旗下歌手。
大專階段畢業於澳門旅遊學院酒店管理系，曾獲該校《日與夜歌唱比賽》冠軍。
2006年推出首支個人單曲純屬虛構（羅嘉豪作曲及填詞），以個人名義出道，並獲得該年度《澳廣視至愛新聽力》最佳新聲獎，是為其代表作。
2012年患上突發的脊骨疾病而致雙腿失去知覺、不能活動，經歷兩年治療。2017年出版自傳《最好的禮物》，分享當時復健的心路歷程。
2022年末改名何俊瑩，英文名亦改為Vienna。

## 音樂作品

### 迷你專輯
- 2016年：《My Dear Cherry》[12][13][2]

### 單曲
- 純屬虛構
- 難得你[2]
- 兩個我[9]
- Perfect Girl[13]
- Goodnight（翻唱女歌手蘇菲作品）[11]

## 獎項
- 2000年：《Sing夢傳奇第十屆聖誕歌唱及歌曲改編大賽》冠軍、最佳台風獎、最佳演繹獎[2]
- 2006年：第四屆《澳廣視至愛新聽力》最佳新聲獎
- 《全澳普通話歌唱比賽》最佳台風獎[2]
- 澳門旅遊學院《日與夜歌唱比賽》冠軍

## 個人生活
2015年結婚。2017年底誕下一子。

## 備註
1. ↑  2022年11月的新聞報道仍使用舊名何嘉茵[11]，2022年12月的新聞報道使用新名何俊瑩。

## 外部連結
- 何俊瑩的Instagram帳戶
- 澳門演藝人協會之何嘉茵介紹 （页面存档备份，存于）